# Alessandro Dori
Alessandro Dori (Frosinone, 25 gennaio 1702 – Roma, 4 gennaio 1772) è stato un architetto italiano.

## Biografia
La sua opera si collocò nell'ultima fase del barocco romano, nella quale restò ingiustamente nell'ombra.
A Roma, assieme all'architetto Gabriele Valvassori, progettò Palazzo Rondinini (1764), in particolare si occupò della facciata su via del Corso, del cortile e degli ambienti interni; costruì poi la parte inferiore dell'ala del Quirinale verso via Dataria (1765).
Durante il papato di Clemente XIV eseguì il riadattamento del Casino del Belvedere nel Museo Pio-Clementino in Vaticano (dal 1771).
Suo è anche un progetto di sistemazione urbanistica del borgo rurale di San Lorenzo Nuovo, poi realizzato dall'architetto Francesco Navone.
A Firenze progettò la Biblioteca Marucelliana.